# Tistarite
La tistarite (simbolo IMA: Tta) è un minerale molto raro del gruppo dell'ematite appartenente alla classe minerale degli "ossidi e idrossidi" con composizione chimica Ti2O3.

## Etimologia e storia
Il nome del minerale è una crasi tra il simbolo chimico del titanio (Ti) e la parola inglese star ('stella'), a simboleggiare il fatto che questo minerale è tra i primi solidi formatisi nel sistema solare alla nascita del Sole.

## Classificazione
La nona edizione della sistematica dei minerali di Strunz, aggiornata dall'Associazione Mineralogica Internazionale (IMA) fino al 2009, elenca la tistarite nella classe "4. Ossidi (idrossidi, V[5,6] vanadati, arseniti, antimoniti, bismutiti, solfiti, seleniti, telluriti, iodati)" e nella sottoclasse "4.C Metallo:Ossigeno = 2:3, 3:5 e simili"; questa è ulteriormente suddivisa in base alle dimensioni dei cationi coinvolti, in modo da trovare la tistarite nella sezione "4.CB Con cationi di media dimensione dove insieme ad auroantimonato, brizziite, ecandrewsite, ematite, karelianite, melanostibite, romanite, corindone, eskolaite, geikielite, ilmenite e pirofanite forma il sistema nº 4.CB.05.
Tale classificazione viene mantenuta anche nell'edizione successiva, proseguita dal database "mindat.org" e chiamata Classificazione Strunz-mindat; qui, nella sezione 4.CB.05, si aggiungono ai minerali già presenti nella nona edizione anche akimotoite, auroantimonato, hemleyite, più altri due minerali ancora in fase di assegnazione di un nome (un ossido di ferro e cromo ancora senza un nome e un minerale provvisoriamente chiamato UM1998-11-O-AuHSb).
Nella Sistematica dei lapis (Lapis-Systematik) di Stefan Weiß la tistarite è elencata nella classe degli "ossidi" e nella sottoclasse degli "ossidi con rapporto metallo:ossigeno = 2:3 (M2O3 e composti correlati)" dove forma il "gruppo dell'ematite" insieme a corindone, ematite, eskolaite e karelianite, con le quali forma il sistema nº IV/C.04.

## Abito cristallino
La tistarite cristallizza nel sistema trigonale nel gruppo spaziale R3c (gruppo nº 161) con i parametri reticolari a = 5,158 Å e c = 13,611 Å, oltre a 6 unità di formula per cella unitaria.

## Origine e giacitura
La tistarite è stata trovata in una condrula di ferro-magnesio, in particolare in una condrite carbonacea di tipo CV3; è stata trovata associata a khamrabaevite, rutilo, corindone e mullite.
La tistarite è un minerale molto raro ed è stata trovata solo in pochi siti; oltre alla località tipo, il meteorite Allende ritrovato in Messico, altri siti sono: il monte Carmel in Israele; nella Kamčatka e nell'oblast' di Sverdlovsk (Russia); nell'oblast' di Donec'k (Ucraina).